# Taxi (film)
Taxi är en fransk film från 1998, skriven och producerad av Luc Besson.

## Handling
I Marseille bor unge Daniel som drömmer om att bli racerförare. Hans förkärlek för snabba transportmedel kommer väl till pass när han först jobbar som mopedpizzabud och sedan börjar som taxichaufför. Med en trimmad Peugeot 406 ser han till att köra kunderna dit de ska samtidigt som han åker ifrån polisen. Till slut blir han stoppad och för att undslippa en enorm bötessumma måste han hjälpa poliskommissarien Emilien att gripa några tyska bankrånare mot att få körkortet tillbaka.

## Skådespelare (urval)
- Samy Naceri - Daniel
- Frédéric Diefenthal - Emilien
- Marion Cotillard - Lilly Bertineau, Daniels flickvän
- Manuela Gourary - Camille Coutant-Karbadec
- Emma Sjöberg - Petra
- Bernard Farcy - Kommissarie Gibert